# مسلخ (فیلم ۱۳۹۵)
مسلخ فیلمی به کارگردانی، نویسندگی و تهیه‌کنندگی اصغر نصیری محصول سال ۱۳۹۵ است.

## خلاصه داستان
داستان زوجی جوان به نام آوا و آرش را روایت می‌کند که قبل از پیوند زناشویی شرطی برای ازدواج را دختر در نظر می‌گیرد اما براساس شرایط کاری آرش امکان پایبندی به این شرط وجود ندارد و پای مردی به زندگی این زوج جوان باز می‌شود.

## بازیگران
- نیما شاهرخ شاهی - آرش
- نرگس محمدی - آوا
- پرستو صالحی - پروانه
- لیلا عزیزی - پوری
- پانته‌آ کی‌قباد - مادر آوا
- ایمان نیک‌نفس - آوَش
- امیرحسین داوودی - مهرداد